# Красношапка Дмитро Максимович
Дмитро́ Макси́мович Красноша́пка (нар. 24 червня 1941, м. Харків — пом. 1 грудня 2008, м. Київ) — український науковець, електротехнік, доктор технічних наук (1989), професор (1991).

## Біографія
Дмитро Красношапка народився 24 червня 1941 року у м. Харкові.
У 1964 році закінчив Київський політехнічний університет.
Після завершення навчання почав працювати у Державне підприємство КБ Антонова. У 1968 році став співробітником Київського вищого військового авіаційного інженерного училища.
Протягом 1983—1996 років був начальником кафедри електрообладнання літальних апаратів.
У 1989 році захистив докторську дисиртацію, а у 1991 році йому було присуджене наукове знання професора.
З 1996 по 2000 рік обіймав посаду професора кафедри електрообладнання літальних апаратів Київського інституту ВПС.
З 2001 року і до смерті у 2008 році був професором кафедри автоматизації та енергоменеджмету Національного авіаційного інституту.

## Науковий доробок
Дмитро Красношапка працював над проблемами генерування та перетворення електроенергії зміни струму постійної частоти в енергосистемах автономних рухомих об'єктів.

### Праці
(усі у співавторстві)
- Устройство авиционных електрических машин К., 1974 (рос.);
- Стенд для обкатки двигателей внутреннего згорания К,1983 (рос.);
- Плавнорегулируемые трансфоматоры, асинхронные и бесконтактные синхронные машины. М., 1992 (рос.);
- Конструкція літальних апаратів: підручник. — К., 2004;
- Авіаційні матеріали та їх обробка, підручник К., 2005.

## Родина
Дмитро Красношапка є сином Максима Красношапки (1907—1993) — українського електротехніка, доктора технічних наук, професора.